# Handelshögskolan i Umeå studentförening
Handelshögskolan i Umeå. Studentföreningen (HHUS), är en ideell förening och en sektion av Umeå studentkår. Medlem i HHUS blir den som studerar vid Handelshögskolan i Umeå (USBE). Inom föreningen är det ca 220 - 250 personer som är aktiva och bidrar till att föreningen ska uppnå sin vision som är att skapa konkurrensfördelar för USBE:s studenter.
HHUS grundades 1997 då föreningarna UMEKON (Umeåekonomerna) och UMINEK (Umeå internationella Ekonomer) slogs ihop till en förening. Umekon grundades 1966.

## Verksamhet
HHUS är uppbyggt på sex utskott. Dessa utskott leds av en ordförande som väljs in i styrelsen varje vår.
- Sociala utskottet ordnar sittningar, idrottsarrangemang och tar hand om de internationella studenter.
- Näringslivsutskottet består av finansgruppen, arrangerar arbetsmarknadsdagar såsom Uniaden, kontaktpersoner för samarbetsföretagen och en rad projektledare för näringslivsrelaterade projekt.
- Utbildningsutskottet är organisationen som, med hjälp av klassrepresentanter, bevakar att utbildningen håller den höga nivån som bland andra Handelshögskolan i Umeå har lovat.
- Pubutskottet bedriver verksamheten på E-puben, en av Umeå universitets campus krogar.
- Ekonomiutskottet följer upp och kontrollerar verksamhetens räkenskaper om ca 1000 verifikat per år.
- Marknadsutskottet marknadsför HHUS arrangemang och producerar ekbladet som är HHUS Studenttidning.

## Andra handelshögskolestudentföreningar
- Föreningen Uppsalaekonomerna
- Föreningen Ekonomerna vid Stockholms universitet
- Handelshögskolans i Stockholm studentkår
- Ekonomiföreningen vid Linköpings universitet
- Handelshögskolans i Göteborg studentkår
- Lundaekonomerna